# 아나톨리 솝차크
아나톨리 알렉산드로비치 솝차크(러시아어: Анато́лий Алекса́ндрович Собча́к, 1937년 8월 10일~2000년 2월 20일)는 러시아의 정치인이자 《러시아 연방 헌법》을 작성한 사람이다. 그는 민주적으로 선출된 제1대 상트페테르부르크 시장이며 블라디미르 푸틴과 드미트리 메드베데프의 스승이기도 하다.

## 생애
아나톨리 솝차크는 1937년 8월 10일에 러시아 자바이칼 지방 치타에서 네 명의 형제들 가운데 장남으로 태어났다. 그의 아버지인 알렉산드르 안토노비치 솝차크는 철도 기술자였고 어머니인 나데즈다 안드레예브나 리트비노바는 회계사였다.
1939년에는 아나톨리 솝차크의 가족들이 우즈베키스탄으로 이주했는데 아나톨리 솝차크는 1953년까지 거주했다. 아나톨리 솝차크는 1953년에 스타브로폴 법학 대학교에 입학했지만 1954년에 레닌그라드 국립대학교(현재의 상트페테르부르크 대학교)로 전학했다. 1958년에는 게르첸 대학교에 재학 중이던 논나 간주크와 결혼했다.
레닌그라드 국립대학교를 졸업한 이후에는 3년 동안 스타브로폴에서 변호사로 근무했다. 1962년부터 1965년까지 레닌그라드 국립대학교 대학원에 재학했고 대학원에서 박사 학위를 받았다. 1965년부터 1973년까지 레닌그라드 경찰학교, 레닌그라드 셀룰로스 종이 산업 기술 연구소에서 강사로 근무했으며 1974년부터 1990년까지 레닌그라드 국립대학교 강사로 근무했다.
1980년에는 레닌그라드 소련 문화 아카데미에서 역사학을 전공하고 있던 류드밀라 나루소바와 결혼했는데 나루소바는 나중에 러시아의 입법부인 국가두마 의원을 역임하게 된다. 1982년에는 레닌그라드 국립대학교에서 박사 학위를 받았고 해당 대학교의 사회주의 경제학과에서 법학 교수로 근무했다. 아나톨리 솝차크는 법학생들로부터 높은 인기를 받았고 특히 온건한 반정부 발언으로 유명했다. 또한 레닌그라드 국립대학교 국제학과에 재학 중이던 블라디미르 푸틴과의 긴밀한 관계를 맺었다.
1989년에는 페레스트로이카의 일환에 따라 개정된 《소련 선거법》에 따라 소련 인민대표대회에서 무소속 의원으로 선출되었으며 안드레이 사하로프, 보리스 옐친과 함께 지역간 대의원 그룹을 결성했다. 1989년 4월에는 조지아 트빌리시에서 일어난 시위 진압에 대한 조사위원회의 위원장으로 임명되었고 당국의 시위 진압을 강하게 비판했다. 미하일 고르바초프 대통령 체제에서는 소련 대통령 자문위원회 위원을 역임했고 고르바초프 정부의 입법 과정에 참여했다.
1990년 5월에는 레닌그라드 시의회 의장으로 선출되었고 1991년 6월에는 레닌그라드 시장 선거에 출마하여 당선되었다. 특히 1991년에는 레닌그라드를 역사적 지명인 상트페테르부르크로 변경하는 안건을 통과시켰다. 1991년 6월부터 1996년 6월까지 상트페테르부르크 시장을 역임했고 보리스 옐친 대통령 체제에서는 러시아 대통령위원회 위원을 역임했다.
1993년에는 러시아 제헌의회 의장을 역임하면서 《러시아 연방 헌법》 제정 과정에 참여했다. 1996년 6월에 실시된 상트페테르부르크 시장 선거에서 블라디미르 야코블레프에게 근소한 차이로 패배하고 만다. 1997년에는 러시아 검찰로부터 비리 혐의에 관한 조사를 받았고 1997년부터 1999년까지 프랑스 파리로 피신했다. 1999년 6월에 블라디미르 푸틴이 러시아의 총리로 취임하면서 러시아로 귀국하게 된다.
2000년 2월 20일 대통령 선거에 출마한 블라디미르 푸틴을 지원하기 위한 활동을 벌이던 도중에 칼리닌그라드주 스베틀로고르스크에서 심장마비로 사망했다. 그의 첫째 딸인 마리아 솝차크는 상트페테르부르크에서 변호사로 활동했으며 둘째 딸인 크세니야 솝차크는 텔레비전 진행자로 활동했다.